# 1608 Muñoz
1608 Muñoz è un asteroide della fascia principale. Scoperto nel 1951, presenta un'orbita caratterizzata da un semiasse maggiore pari a 2,2140946 UA e da un'eccentricità di 0,1697425, inclinata di 3,94629° rispetto all'eclittica.
L'asteroide è dedicato a F. A. Muñoz, assistente astronomo presso l'osservatorio di La Plata, in Argentina.